# Phrynus gervaisii
Espèce
Synonymes
- Tarantula gervaisii Pocock, 1894
- Phrynus caracasanus Pereyaslawzewa, 1901

Phrynus gervaisii est une espèce d'amblypyges de la famille des Phrynidae.

## Distribution
Cette espèce se rencontre au Costa Rica, au Panama, en Colombie, en Équateur, au Venezuela, à la Trinité et au Guyana.

## Description
L'holotype mesure 11,5 mm.
Le mâle décrit par Quintero en 1981 mesure 17,3 mm.

## Publication originale
- Pocock, 1894 : Notes on the Pedipalpi of the family Tarantulidae contained in the collection of the British Museum. Annals and Magazine of Natural History, sér. 6, vol. 14, p. 273-298 (texte intégral).